# Fortuinwijk-Zuid
Fortuinwijk-Zuid is een woonbuurt in de Nederlandse stad Leiden, die deel uitmaakt van het Bos- en Gasthuisdistrict en ligt aan het Korte Vlietkanaal dat de grens vormt met de gemeente Voorschoten.